# Arthur Leist

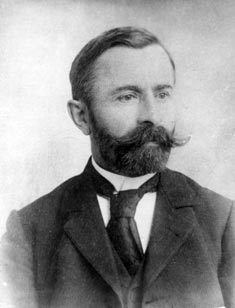
Arthur Leist (1898)

Arthur Leist (* 8. Juli 1852 in Breslau; † 22. März 1927 in Tiflis) war ein deutscher Schriftsteller und Journalist. Er lebte in Georgien, übersetzte klassische georgische und armenische Literatur, veröffentlichte transkaukasische Studien und war Chefredakteur der Wochenzeitung Kaukasische Post.

## Leben
Er besuchte das Gymnasium. Nach dem Abitur arbeitete er als Journalist. An der Universität Breslau belegte er geschichtswissenschaftliche Vorlesungen. Während des Russisch-Osmanischen Krieges 1877 und 1878 begann er sich für Georgien zu interessieren. 1884 reiste er erstmals in das Land, 1885 ein zweites Mal. Nach seiner dritten Georgienreise 1892 blieb er für immer dort.
Leist sprach deutsch, georgisch, armenisch und russisch. Er widmete sich der Übersetzung klassischer georgischer und armenischer Literatur ins Deutsche, schrieb Werke über georgische Geschichte, Ethnographie und Kultur. 1887 gab er die erste Anthologie georgischer Lyrik in Deutschland heraus, 1889 mit Hilfe Ilia Tschawtschawadses die erste vollständige Ausgabe des georgischen Nationalepos Der Recke im Tigerfell in Westeuropa.
Er berichtete jahrzehntelang für deutsche Zeitungen und Zeitschriften aus dem Kaukasus. 1906 bis 1922 war er Chefredakteur der von Kurt von Kutschenbach in Tiflis verlegten deutschsprachigen Wochenzeitung Kaukasische Post. An der Staatlichen Universität Tiflis hielt er Vorlesungen über deutsche Sprache.
Leist wurde am 26. März 1927 auf dem Ehrenfriedhof Didube-Pantheon in Tiflis begraben.

## Werke

### Monographien
- Georgien: Natur, Sitten und Bewohner. W. Friedrich, Leipzig 1885
- Litterarische Skizzen. W. Friedrich, Leipzig 1886 (Hrsg. Abgar Johannissiany)
- Drei Erzählungen von Raphael Patkanian. W. Friedrich, Leipzig 1886
- Georgische Dichter. W. Friedrich, Leipzig, 1887
- Armenische Dichter. E. Pierson, Dresden 1898
- Schota Rustaweli: Der Mann Im Tigerfelle (Übersetzung) E. Pierson, Dresden 1898 Online-Version
- Das georgische Volk. E. Pierson, Dresden, 1903
- Kacheti. Tiflis, 1927
- Sakartvelos guli, Tbilisi 1963

### Aufsätze
- Das Bildungsstreben der Georgier und Armenier. In: Gazeta Polska, Nr. 66, 1882
- Eine vergessene Literatur. In: Magazin für die Literatur des In- und Auslandes, Nr. 6, 10. Februar 1883
- Kolchidaschi, In: Iveria, Nr. IV-V, 1885, S. 164–211
- Georgische Sprichwörter. In: Aus fremden Zungen, Nr. 9, 1900